# Pąkle
Pąkle (Balanomorpha) – rząd wąsonogów z infragromady toraczkowców. Osobniki dorosłe są osiadłe i mają ciało chronione pancerzykiem z płytek wapiennych. 

## Morfologia
Osobniki dorosłe mają ciało silnie zmodyfikowane, przystosowane do osiadłego trybu życia. Głowa jest uwsteczniona; jej część przedgębowa służy do szerokiego osadzenia się w podłożu. Czułki pierwszej pary wraz z gruczołami cementowymi służą przyczepieniu się do podłoża w fazie przejściowej do osiadłości. Czułków drugiej pary i oczu brak zupełnie. Szczęki obu par są płatowate i zaopatrzone w szczecinki. Karapaks ma formę worka obejmującego ciało. Od zewnątrz ciało chronione jest płytkami wapiennymi – kariną, tergami, rostrum, płytkami bocznymi i skutami. Po jednej terdze i skucie formują zwykle wieczko zamykające jamę objętą karapaksem. Tułów zaopatrzony jest w sześć par dwugałęzistych, wieloczłonowych odnóży tułowiowych (torakopodiów) zmodyfikowanych w pierzasto oszczecinione wąsy filtracyjne. Odwłok jest uwsteczniony. Układ krwionośny jest praktycznie zamknięty, o zredukowanym sercu. Oddychanie zachodzi całą powierzchnią ciała. Jajniki umieszczone są w przedniej części ciała, a jajowody uchodzą przy pierwszej parze torakopodiów. Jądra leżą w tułowiu. Prącie jest wielokrotnie dłuższe od ciała.

## Rozród i rozwój
U pąkli występuje obojnactwo. Zapłodnienie ma formę krzyżową. Bruzdkowanie jest całkowite. Inkubacja jaj odbywa się w jamie karapaksu. Klujące się z jaj pływiki (naupilusy) uwalniane są do toni wodnej. Mają one trójkątny karapaks z kolcami. Przeobrażają się one potem do stadium popływika (metanaupilusa). Ma on zawiązki oczu złożonych i odnóży tułowiowych. Popływik przekształca się w larwę cyprysową. Ta ma bocznie spłaszczone ciało z dwuklapowym karapaksem, oczami złożonymi i sześcioma nitkowatymi torakopodiami. Jest stadium niepobierającym pokarmu. Po przytwierdzeniu się do podłoża wydzieliną gruczołów cementowych przekształca się w formę osiadłą.

## Ekologia i występowanie
Należą do grupy troficznej filtratorów. Liczne gatunki są komensalami, przytwierdzającymi się do innych zwierząt i pozyskującymi resztki ich pokarmu.
Rozmieszczone są kosmopolitycznie, w wodach słonych i słonawych. W Bałtyku reprezentowane są przez zawleczoną pąklę niespodziewaną.

## Taksonomia
Do rzędu tego zalicza się 14 rodzin zgrupowanych w czterech nadrodzinach i dwóch podrzędach:
- †Balanoformes Kočí, Buckeridge & Newman, 2017
  - †Pachydiadematoidea Chan et al., 2021
    - †Pachydiadematidae Chan et al., 2021

  - rodzaje incertae sedis: †Epibrachylepas i †Parabrachylepas
- Neobalanoformes Gale 2014
  - Balanoidea Leach, 1817
    - Balanidae Leach, 1817 – pąklowate
    - Pyrgomatidae Gray, 1825

  - Chthamaloidea Darwin, 1854
    - Catophragmidae Utinomi, 1968
    - Chionelasmatidae Buckeridge, 1983
    - Chthamalidae Darwin, 1854
    - Pachylasmatidae Utinomi, 1968
    - Waikalasmatidae Ross & Newman, 2001

  - Coronuloidea Leach, 1817
    - Austrobalanidae Newman & Ross, 1976
    - Bathylasmatidae Newman & Ross, 1971
    - Chelonibiidae Pilsbry, 1916
    - Coronulidae Leach, 1817
    - Tetraclitidae Gruvel, 1903

  - Elminioidea Chan et al., 2021
    - Elminiidae Foster, 1982